# Sinknesh Ejigu
Pour les articles homonymes, voir Ejigu.
Sinknesh Ejigu Wolde-Mariam (née en 1956) est une femme politique, chimiste et femme d'affaires éthiopienne. Elle est actuellement ambassadeur d'Éthiopie pour le Brésil, l'Argentine et le Chili.

## Biographie
Elle est née à Ambo à l'ouest d'Addis-Abeba dans une famille de huit personnes, en 1956. Son père, Ejigu Wolde-Mariam, est un officier militaire de sorte que la famille s'installe en divers endroits en Éthiopie. Ses deux parents n'ont pas beaucoup d'éducation, mais ils ont encouragé leurs enfants à en rechercher une solide. Elle étudie dans plusieurs écoles primaires. À la Princess Tenagnework Comprehensive High School, un professeur indien encourage son intérêt pour la science et la chimie. Ejigu s'inscrit à l'Université d'Addis-Abeba en 1973, où elle est affectée au département de mathématiques, puis transférée au département de chimie pour sa deuxième année.
Durant la révolution en 1974, elle est envoyée dans les terres agricoles pour travailler aux côtés des paysans. En raison de la dureté de la situation dans le pays à l'époque, elle doit quitter l'université pour travailler comme enseignante de sciences physiques. Plus tard, elle trouve du travail à la Ethiopian Pharmaceutical Manufacturing en tant qu'analyste de produits chimiques. Après avoir quitté son emploi dans l'industrie pharmaceutique, elle reçoit un baccalauréat ès sciences en chimie à l'Université d'Addis-Abeba, en 1980. Ejigu devient analyste en géosciences dans le laboratoire de la Ethiopian Geological Survey. Elle obtient un master en chimie analytique en 1988 à l'Université d'East Anglia. Après l'obtention de son diplôme, elle  rejoint le département des analyses de l'eau et de la géothermie du Ministère des Mines et elle est rapidement promue à la tête du département, fait rare pour une femme à l'époque. Elle devient sous-Ministre du Ministère des Mines et de l'Énergie en juin 1998.
Elle est membre de l'Organisation démocratique des peuples Oromo et à la Chambre des représentants des peuples où elle représente les Dendi, les Shewa de l'Ouest, la région d'Oromia. Elle est nommée ministre des Mines dans le Cabinet of Ethiopia (en) en 2010. Son rôle principal en tant que ministre, est de découvrir les données géoscientifiques de l'Éthiopie, de promouvoir l'exploration pétrolière et  des minéraux, et d'accorder un permis pour les investisseurs qui cherchent à investir dans les mines. En raison de son expérience scientifique, elle est en mesure de gérer directement les projets scientifiques eux-mêmes et pas seulement le personnel du ministère. Tout au long de l'histoire de l'Éthiopie, le gouvernement a généralement misé sur l'agriculture pour le développement, mais il a commencé à se concentrer davantage sur l'exploitation minière depuis que Ejignu est nommée. En 2012, elle est impliquée dans un litige avec la société PetroTrans établie à Hong Kong après qu'elle a révoqué sa licence, car ils prenaient trop de temps sur un projet.
En 2014, elle devient ambassadeur d'Éthiopie pour le Brésil, l'Argentine et le Chili. Ejignu est aussi administratrice de Ethiopian Electric Power Corporation.

## Vie personnelle
Elle est mariée à un homme qu'elle a rencontré à l'université d'Addis-Abeba et a deux enfants.